# Shiri Eisner
Shiri Eisner es una escritora y activista bisexual queer que reside en Tel Aviv .   Eisner trabaja para deconstruir los estereotipos asociados a la bisexualidad, argumentando que los movimientos bisexuales deben utilizar su poder subversivo en lugar de rechazarlo.  En su libro Bi: Notas para una revolución bisexual, Eisner escribe sobre el privilegio monosexual, los daños que puede causar en la sociedad y la intersección entre las personas transgénero y la bisexualidad.   El libro fue nominado en 2014 al "Lammy" de los Premios Literarios Lambda . 
Eisner es anarquista y vegana.